# Aeroportul Internațional Batumi
Aeroportul Internațional Batumi (IATA: BUS, ICAO: UGSB) este un aeroport din Batumi, Adjaria, Georgia ce deservește zona Batumi. Aeroportul a fost tranzitat în 2022 de 616.885 de pasageri. A fost deschis în 26 mai 2007 și numit după zona deservită.
Situat la o altitudine de 32 m, aeroportul dispune de o singură pistă. Este operat de TAV Airports Holding⁠(d).